# Aspidoglossa vulnerata
Aspidoglossa vulnerata är en skalbaggsart som beskrevs av Jules Putzeys. Aspidoglossa vulnerata ingår i släktet Aspidoglossa och familjen jordlöpare. Inga underarter finns listade i Catalogue of Life.